# دانشگاه ویکتوریای منچستر
دانشگاه ویکتوریای منچستر (به انگلیسی: Victoria University of Manchester) در سال ۱۸۵۱ در دانشگاه اوون تأسیس شد. در سال ۱۸۸۰ به ویکتوریای فدرال پیوست. در سال ۱۹۰۴ به عنوان دانشگاه ویکتوریا منچستر پس از فروپاشی دانشگاه فدرال، مدرک مستقل دانشگاه را به دست آورد.
در ۱ اکتبر ۲۰۰۴، دانشگاه ویکتوریا منچستر با مؤسسه علم و فناوری دانشگاه منچستر (UMIST) ادغام شد تا یک نهاد جدید و بزرگتر تشکیل شود و دانشگاه جدید، دانشگاه منچستر نامگذاری شد.